# Klej (singel)
Klej – singel polskiego rapera ReTo z jego szóstego albumu studyjnego, zatytułowanego STYXXX. Singel został wydany 6 października 2022.
Nagranie otrzymało w Polsce status podwójnej platynowej płyty.

## Geneza utworu i historia wydania
Utwór napisali i skomponowali Łukasz Wróblewski i Igor Bugajczyk.
Singel ukazał się w formacie digital download 6 października 2022 w Polsce za pośrednictwem wytwórni płytowej Spacerange. Kompozycja została umieszczona na szóstym albumie studyjnym ReTo – STYXXX.

## Teledysk
Do utworu powstał teledysk, który udostępniono w dniu premiery singla za pośrednictwem serwisu YouTube.

## Lista utworów
- Digital download[6]

1. „Klej” – 2:52

## Certyfikaty
| Kraj          | Certyfikat         |
| ------------- | ------------------ |
| Polska (ZPAV) | 2x platynowa płyta |